# Prodotti agroalimentari tradizionali sardi
I prodotti agroalimentari tradizionali sardi riconosciuti dal ministro delle politiche agricole, alimentari e forestali, su proposta della Regione Sardegna sono i seguenti: (aggiornati al 2018)
| N.  | Immagine | Definizione (dati ufficiali al 2018 del Ministero delle politiche agricole alimentari e forestali)                                                                           | Settore                                                                                             | Scheda identificativa |
| --- | -------- | --- | --------------------------------------------------------------------------------------------------- | --------------------- |
| 1   |          | Acquavite, Filu' e ferru, File e ferru | bevande analcoliche, distillati e liquori                                                           | [ 2 ]                 |
| 2   |          | Bevanda di genziana | bevande analcoliche, distillati e liquori                                                           | [ 2 ]                 |
| 3   |          | Binu de arangiu | bevande analcoliche, distillati e liquori                                                           | [ 2 ]                 |
| 4   |          | Liquore di cardo selvatico, Likori de gureu | bevande analcoliche, distillati e liquori                                                           | [ 2 ]                 |
| 5   |          | Sapa di fico d'india, Saba de figu morisca | bevande analcoliche, distillati e liquori                                                           | [ 2 ]                 |
| 6   |          | Villacidro murgia | bevande analcoliche, distillati e liquori                                                           | [ 2 ]                 |
| 7   |          | Villacidro murgia bianco | bevande analcoliche, distillati e liquori                                                           | [ 2 ]                 |
| 8   |          | Capretto da latte, Crabittu | carni (e frattaglie) fresche e loro preparazione                                                    | [ 3 ]                 |
| 9   |          | Carne di razza Sardo-bruna, Carne bovina di razza Sardo bruna | carni (e frattaglie) fresche e loro preparazione                                                    | [ 3 ]                 |
| 10  |          | Carne Sardo-Modicana, Carne bovina di razza Sardo-Modicana | carni (e frattaglie) fresche e loro preparazione                                                    | [ 3 ]                 |
| 11  |          | Coccoi de fracca | carni (e frattaglie) fresche e loro preparazione                                                    | [ 3 ]                 |
| 12  |          | Cordula, corda | carni (e frattaglie) fresche e loro preparazione                                                    | [ 3 ]                 |
| 13  |          | Guanciale | carni (e frattaglie) fresche e loro preparazione                                                    | [ 3 ]                 |
| 14  |          | Musteba-Mustela | carni (e frattaglie) fresche e loro preparazione                                                    | [ 3 ]                 |
| 15  |          | Ortau | carni (e frattaglie) fresche e loro preparazione                                                    | [ 3 ]                 |
| 16  |          | Porcetto da latte, Suinetto da latte, Porcheddu, Proheddu, Porcheddeddu | carni (e frattaglie) fresche e loro preparazione                                                    | [ 3 ]                 |
| 17  |          | Prosciutto di pecora, Presuttu 'e brebei | carni (e frattaglie) fresche e loro preparazione                                                    | [ 3 ]                 |
| 18  |          | Prosciutto di suino-presuttu | carni (e frattaglie) fresche e loro preparazione                                                    | [ 3 ]                 |
| 19  |          | Salsiccia sarda, Satizza, Sartizza | carni (e frattaglie) fresche e loro preparazione                                                    | [ 3 ]                 |
| 20  |          | Sanguinaccio, Sanguedd'e porcu, Sanguinedda, Sanguineddu, Sambene durche, Sambene salidu                                                                                     | carni (e frattaglie) fresche e loro preparazione                                                    | [ 3 ]                 |
| 21  |          | Sitzigorru | carni (e frattaglie) fresche e loro preparazione                                                    | [ 3 ]                 |
| 22  |          | Testa in cassetta | carni (e frattaglie) fresche e loro preparazione                                                    | [ 3 ]                 |
| 23  |          | Trattalia, Trattaliu, Coratella allo spiedo | carni (e frattaglie) fresche e loro preparazione                                                    | [ 3 ]                 |
| 24  |          | Zafferano, Tsanfarànu, Zanfarànu, Tanforànu, Tafferànu, Tanfarànu, Tonfarànu, Tafferànu, Thaffarànu, Thamfarànu, Toffarànu                                                   | condimenti                                                                                          | [ 4 ]                 |
| 25  |          | Axridda | formaggi                                                                                            | [ 5 ]                 |
| 26  |          | Bonassai | formaggi                                                                                            | [ 5 ]                 |
| 27  |          | Casizolu di pecora - Prittas | formaggi                                                                                            | [ 5 ]                 |
| 28  |          | Casizolu, Tittighedda, Figu | formaggi                                                                                            | [ 5 ]                 |
| 29  |          | Casu axedu, Fruhe, Frughe, Frua merca, Fiscidu, Viscidu, Ischidu, Bischidu, Vischidàle, Préta, Piéta, Casàdu, Cagiadda, Casu agèru, Casu e fitta, Latte cazàdu, Latti callàu | formaggi                                                                                            | [ 5 ]                 |
| 30  |          | Casu frazigu, Casu becciu, Casu fattittu, Casu marzu, Hasu muhidu, Formaggio marcio                                                                                          | formaggi                                                                                            | [ 5 ]                 |
| 31  |          | Casu in filixi | formaggi                                                                                            | [ 5 ]                 |
| 32  |          | Casu friscu, Formaggio fresco | formaggi                                                                                            | [ 5 ]                 |
| 33  |          | Dolcesardo Arborea | formaggi                                                                                            | [ 5 ]                 |
| 34  |          | Formaggio di colostro ovino | formaggi                                                                                            | [ 5 ]                 |
| 35  |          | Fresa, Fresa de attunzu | formaggi                                                                                            | [ 5 ]                 |
| 36  |          | Greviera di Ozieri | formaggi                                                                                            | [ 5 ]                 |
| 37  |          | Pecorino di Nule | formaggi                                                                                            | [ 5 ]                 |
| 38  |          | Pecorino di Osilo | formaggi                                                                                            | [ 5 ]                 |
| 39  |          | Provoletta di latte vaccino sardo provola, Peretta | formaggi                                                                                            | [ 5 ]                 |
| 40  |          | Semicotto di capra | formaggi                                                                                            | [ 5 ]                 |
| 41  |          | Trizza | formaggi                                                                                            | [ 5 ]                 |
| 42  |          | Olio di lentischio, Ollu de stincini | grassi (burro, margarina, oli)                                                                      | [ 6 ]                 |
| 43  |          | Arancio di Muravera | prodotti vegetali allo stato naturale o trasformati                                                 | [ 7 ]                 |
| 44  |          | Asparago selvatico, Ispàrau, Sparàu, Ipàramu | prodotti vegetali allo stato naturale o trasformati                                                 | [ 7 ]                 |
| 45  |          | Capperi e Capperoni di Selargius, Tappara, Tapparono | prodotti vegetali allo stato naturale o trasformati                                                 | [ 7 ]                 |
| 46  |          | Cardi selvatici sott'olio, Gureu aresti cunfittau, Cardu gureu, Cardu freu                                                                                                   | prodotti vegetali allo stato naturale o trasformati                                                 | [ 7 ]                 |
| 47  |          | Cicerchia sarda | prodotti vegetali allo stato naturale o trasformati                                                 | [ 7 ]                 |
| 48  |          | Ciliegia furistera - Kariasa 'e ispiritu | prodotti vegetali allo stato naturale o trasformati                                                 | [ 7 ]                 |
| 49  |          | Ciliegio - Carrufale | prodotti vegetali allo stato naturale o trasformati                                                 | [ 7 ]                 |
| 50  |          | Cipolla di San Giovanni | prodotti vegetali allo stato naturale o trasformati                                                 | [ 7 ]                 |
| 51  |          | Cipolla rossa | prodotti vegetali allo stato naturale o trasformati                                                 | [ 7 ]                 |
| 52  |          | Cuppetta, Lattuga | prodotti vegetali allo stato naturale o trasformati                                                 | [ 7 ]                 |
| 53  |          | Fagiolo bianco di Terraseo | prodotti vegetali allo stato naturale o trasformati                                                 | [ 7 ]                 |
| 54  |          | Fagiolo tianese | prodotti vegetali allo stato naturale o trasformati                                                 | [ 7 ]                 |
| 55  |          | Fassobeddu corantinu | prodotti vegetali allo stato naturale o trasformati                                                 | [ 7 ]                 |
| 56  |          | Finocchietto selvatico | prodotti vegetali allo stato naturale o trasformati                                                 | [ 7 ]                 |
| 57  |          | Grano cotto, Trigu cottu | prodotti vegetali allo stato naturale o trasformati                                                 | [ 7 ]                 |
| 58  |          | Grano duro varietà Senatore Cappelli, Trigu Cappelli, su Senadori, Grano Cappelli                                                                                            | prodotti vegetali allo stato naturale o trasformati                                                 | [ 7 ]                 |
| 59  |          | Mandorle arrubbia | prodotti vegetali allo stato naturale o trasformati                                                 | [ 7 ]                 |
| 60  |          | Mandorle cossu | prodotti vegetali allo stato naturale o trasformati                                                 | [ 7 ]                 |
| 61  |          | Mandorle olla | prodotti vegetali allo stato naturale o trasformati                                                 | [ 7 ]                 |
| 62  |          | Mandorle schina de porcu | prodotti vegetali allo stato naturale o trasformati                                                 | [ 7 ]                 |
| 63  |          | Mela appicadorza - Baccalana - Baccalarisca - Mela 'e ferru | prodotti vegetali allo stato naturale o trasformati                                                 | [ 7 ]                 |
| 64  |          | Melo - Melappia - Melappiu - Appio | prodotti vegetali allo stato naturale o trasformati                                                 | [ 7 ]                 |
| 65  |          | Melo - Noi unci | prodotti vegetali allo stato naturale o trasformati                                                 | [ 7 ]                 |
| 66  |          | Melo miali | prodotti vegetali allo stato naturale o trasformati                                                 | [ 7 ]                 |
| 67  |          | Melo trempa orrubia | prodotti vegetali allo stato naturale o trasformati                                                 | [ 7 ]                 |
| 68  |          | Melone de Jerru - Melone coltivato in asciutto (Melone d'inverno) | prodotti vegetali allo stato naturale o trasformati                                                 | [ 7 ]                 |
| 69  |          | Melone verde | prodotti vegetali allo stato naturale o trasformati                                                 | [ 7 ]                 |
| 70  |          | Olive a scabecciu | prodotti vegetali allo stato naturale o trasformati                                                 | [ 7 ]                 |
| 71  |          | Olive verdi in salamoia | prodotti vegetali allo stato naturale o trasformati                                                 | [ 7 ]                 |
| 72  |          | Pera bianca di Bonarcado - Pira bianca | prodotti vegetali allo stato naturale o trasformati                                                 | [ 7 ]                 |
| 73  |          | Pera Camusina | prodotti vegetali allo stato naturale o trasformati                                                 | [ 7 ]                 |
| 74  |          | Pero brutta e bona, Bugiarda | prodotti vegetali allo stato naturale o trasformati                                                 | [ 7 ]                 |
| 75  |          | Pero de su duca, Cento doppie - Del duca | prodotti vegetali allo stato naturale o trasformati                                                 | [ 7 ]                 |
| 76  |          | Pesca di San Sperate | prodotti vegetali allo stato naturale o trasformati                                                 | [ 7 ]                 |
| 77  |          | Pianta del mirto, Mulsta, Multa, Murta, Murtin, Murtizzu, Muta, Murtauccia, Murtaurci, Murtaucci                                                                             | prodotti vegetali allo stato naturale o trasformati                                                 | [ 7 ]                 |
| 78  |          | Pira de bau | prodotti vegetali allo stato naturale o trasformati                                                 | [ 7 ]                 |
| 79  |          | Pira limoi, Pera limone | prodotti vegetali allo stato naturale o trasformati                                                 | [ 7 ]                 |
| 80  |          | Piru ruspu - Pero | prodotti vegetali allo stato naturale o trasformati                                                 | [ 7 ]                 |
| 81  |          | Pomodoro secco, Tamata siccada, Tomata siccada, Pilarda di pomodori, Pibarba, Pibadra                                                                                        | prodotti vegetali allo stato naturale o trasformati                                                 | [ 7 ]                 |
| 82  |          | Pompia | prodotti vegetali allo stato naturale o trasformati                                                 | [ 7 ]                 |
| 83  |          | Prezzemolo, Perdusemini | prodotti vegetali allo stato naturale o trasformati                                                 | [ 7 ]                 |
| 84  |          | Ravanello lungo, Arreiga e sestu, Arreiga | prodotti vegetali allo stato naturale o trasformati                                                 | [ 7 ]                 |
| 85  |          | Riso prodotto e lavorato in Sardegna | prodotti vegetali allo stato naturale o trasformati                                                 | [ 7 ]                 |
| 86  |          | Sapa di arancia | prodotti vegetali allo stato naturale o trasformati                                                 | [ 7 ]                 |
| 87  |          | Sindria call'e boi | prodotti vegetali allo stato naturale o trasformati                                                 | [ 7 ]                 |
| 88  |          | Tardivo di San Vito | prodotti vegetali allo stato naturale o trasformati                                                 | [ 7 ]                 |
| 89  |          | Tamatiga de appasibis, Pomino, Tamatiga de appiccai | prodotti vegetali allo stato naturale o trasformati                                                 | [ 7 ]                 |
| 90  |          | Tomata Maresa | prodotti vegetali allo stato naturale o trasformati                                                 | [ 7 ]                 |
| 91  |          | Amaretto, Amarettos de mendula | paste fresche e prodotti della panetteria, della biscotteria, della pasticceria e della confetteria | [ 8 ]                 |
| 92  |          | Anicini, Anicinus, Anicinus sorresus | paste fresche e prodotti della panetteria, della biscotteria, della pasticceria e della confetteria | [ 8 ]                 |
| 93  |          | Aranzada | paste fresche e prodotti della panetteria, della biscotteria, della pasticceria e della confetteria | [ 8 ]                 |
| 94  |          | Bianchittos, Bianchini, Marigosos, Suspiros, Bianchinus, Biancheddus | paste fresche e prodotti della panetteria, della biscotteria, della pasticceria e della confetteria | [ 8 ]                 |
| 95  |          | Biscotto di Fonni | paste fresche e prodotti della panetteria, della biscotteria, della pasticceria e della confetteria | [ 8 ]                 |
| 96  |          | Brugnolusu de arrescottu, Brugnoli di ricotta, Orrobioloso | paste fresche e prodotti della panetteria, della biscotteria, della pasticceria e della confetteria | [ 8 ]                 |
| 97  |          | Bucconettes | paste fresche e prodotti della panetteria, della biscotteria, della pasticceria e della confetteria | [ 8 ]                 |
| 98  |          | Candelaus, Candelaus prenu | paste fresche e prodotti della panetteria, della biscotteria, della pasticceria e della confetteria | [ 8 ]                 |
| 99  |          | Caombasa, Colombelle | paste fresche e prodotti della panetteria, della biscotteria, della pasticceria e della confetteria | [ 8 ]                 |
| 100 |          | Carapigna - Karapigna - Astròre | paste fresche e prodotti della panetteria, della biscotteria, della pasticceria e della confetteria | [ 8 ]                 |
| 101 |          | Caschettas - Tiliccas | paste fresche e prodotti della panetteria, della biscotteria, della pasticceria e della confetteria | [ 8 ]                 |
| 102 |          | Catalufas Tzacarramanu | paste fresche e prodotti della panetteria, della biscotteria, della pasticceria e della confetteria | [ 8 ]                 |
| 103 |          | Civraxiu, Civràxu, Civàrzu | paste fresche e prodotti della panetteria, della biscotteria, della pasticceria e della confetteria | [ 8 ]                 |
| 104 |          | Coccoi a pitzus - Su scetti - Pasta dura - Coccoi de is sposus | paste fresche e prodotti della panetteria, della biscotteria, della pasticceria e della confetteria | [ 8 ]                 |
| 105 |          | Coccoietto con l'uovo, Anguglia, Coccoi de pasca, Coccoi de ou | paste fresche e prodotti della panetteria, della biscotteria, della pasticceria e della confetteria | [ 8 ]                 |
| 106 |          | Copuletas - Copuletta | paste fresche e prodotti della panetteria, della biscotteria, della pasticceria e della confetteria | [ 8 ]                 |
| 107 |          | Crogoristasa, Creste di gallo e di gallina | paste fresche e prodotti della panetteria, della biscotteria, della pasticceria e della confetteria | [ 8 ]                 |
| 108 |          | Cruxioneddu de mindua, Culungioneddos de mendula, Ravioletti dolci alle mandorle                                                                                             | paste fresche e prodotti della panetteria, della biscotteria, della pasticceria e della confetteria | [ 8 ]                 |
| 109 |          | Culurgiones - Culingionis | paste fresche e prodotti della panetteria, della biscotteria, della pasticceria e della confetteria | [ 8 ]                 |
| 110 |          | Fainè | paste fresche e prodotti della panetteria, della biscotteria, della pasticceria e della confetteria | [ 8 ]                 |
| 111 |          | Filindeu | paste fresche e prodotti della panetteria, della biscotteria, della pasticceria e della confetteria | [ 8 ]                 |
| 112 |          | Focacce di ricotta - Cozzulas de regottu - Pane e regottu | paste fresche e prodotti della panetteria, della biscotteria, della pasticceria e della confetteria | [ 8 ]                 |
| 113 |          | Focaccia portoscusese | paste fresche e prodotti della panetteria, della biscotteria, della pasticceria e della confetteria | [ 8 ]                 |
| 114 |          | Fregola, Fregula | paste fresche e prodotti della panetteria, della biscotteria, della pasticceria e della confetteria | [ 8 ]                 |
| 115 |          | Frisjoli longhi - Frittelle lunghe - Frisjolas | paste fresche e prodotti della panetteria, della biscotteria, della pasticceria e della confetteria | [ 8 ]                 |
| 116 |          | Gallettinas - Pistoccheddus grussus - Gallettine | paste fresche e prodotti della panetteria, della biscotteria, della pasticceria e della confetteria | [ 8 ]                 |
| 117 |          | Gateau | paste fresche e prodotti della panetteria, della biscotteria, della pasticceria e della confetteria | [ 8 ]                 |
| 118 |          | Gnocchetti, Maccarones, Cravoas, Cigiones, Cigioni | paste fresche e prodotti della panetteria, della biscotteria, della pasticceria e della confetteria | [ 8 ]                 |
| 119 |          | Gueffus, Guelfos, Guelfus | paste fresche e prodotti della panetteria, della biscotteria, della pasticceria e della confetteria | [ 8 ]                 |
| 120 |          | Is Angules | paste fresche e prodotti della panetteria, della biscotteria, della pasticceria e della confetteria | [ 8 ]                 |
| 121 |          | Is Coccoisi de casu | paste fresche e prodotti della panetteria, della biscotteria, della pasticceria e della confetteria | [ 8 ]                 |
| 122 |          | Li Chiusoni - Ciusoni | paste fresche e prodotti della panetteria, della biscotteria, della pasticceria e della confetteria | [ 8 ]                 |
| 123 |          | Lorighittas | paste fresche e prodotti della panetteria, della biscotteria, della pasticceria e della confetteria | [ 8 ]                 |
| 124 |          | Malloreddus | paste fresche e prodotti della panetteria, della biscotteria, della pasticceria e della confetteria | [ 8 ]                 |
| 125 |          | Mandagadas - Mendegadas - Trizzas - Acciuleddhi | paste fresche e prodotti della panetteria, della biscotteria, della pasticceria e della confetteria | [ 8 ]                 |
| 126 |          | Michitus nieddus | paste fresche e prodotti della panetteria, della biscotteria, della pasticceria e della confetteria | [ 8 ]                 |
| 127 |          | Moddizzosu | paste fresche e prodotti della panetteria, della biscotteria, della pasticceria e della confetteria | [ 8 ]                 |
| 128 |          | Morettus | paste fresche e prodotti della panetteria, della biscotteria, della pasticceria e della confetteria | [ 8 ]                 |
| 129 |          | Mostaccioli, Mustazzolos | paste fresche e prodotti della panetteria, della biscotteria, della pasticceria e della confetteria | [ 8 ]                 |
| 130 |          | Orilletas | paste fresche e prodotti della panetteria, della biscotteria, della pasticceria e della confetteria | [ 8 ]                 |
| 131 |          | Panada - Empanada | paste fresche e prodotti della panetteria, della biscotteria, della pasticceria e della confetteria | [ 8 ]                 |
| 132 |          | Panada Assaminesa | paste fresche e prodotti della panetteria, della biscotteria, della pasticceria e della confetteria | [ 8 ]                 |
| 133 |          | Pane ammodigadu, Pane tundu, Tintura | paste fresche e prodotti della panetteria, della biscotteria, della pasticceria e della confetteria | [ 8 ]                 |
| 134 |          | Pane carasau, Pane carasatu, Carta da musica | paste fresche e prodotti della panetteria, della biscotteria, della pasticceria e della confetteria | [ 8 ]                 |
| 135 |          | Pane cicci, Pane di Desulo | paste fresche e prodotti della panetteria, della biscotteria, della pasticceria e della confetteria | [ 8 ]                 |
| 136 |          | Pane con gerda - Pani cun edra - Pani cun erda | paste fresche e prodotti della panetteria, della biscotteria, della pasticceria e della confetteria | [ 8 ]                 |
| 137 |          | Pane con il pomodoro - Pani cun tamatica - Fogazza cun tamatica | paste fresche e prodotti della panetteria, della biscotteria, della pasticceria e della confetteria | [ 8 ]                 |
| 138 |          | Pane d'orzo - Pane 'e oxiu - Pane 'e oxru | paste fresche e prodotti della panetteria, della biscotteria, della pasticceria e della confetteria | [ 8 ]                 |
| 139 |          | Pane 'e cariga - Pane 'e mendula | paste fresche e prodotti della panetteria, della biscotteria, della pasticceria e della confetteria | [ 8 ]                 |
| 140 |          | Pane guttiaiu | paste fresche e prodotti della panetteria, della biscotteria, della pasticceria e della confetteria | [ 8 ]                 |
| 141 |          | Pani e saba, Pani e sapa | paste fresche e prodotti della panetteria, della biscotteria, della pasticceria e della confetteria | [ 8 ]                 |
| 142 |          | Papassinos | paste fresche e prodotti della panetteria, della biscotteria, della pasticceria e della confetteria | [ 8 ]                 |
| 143 |          | Pardulas, Casadinas | paste fresche e prodotti della panetteria, della biscotteria, della pasticceria e della confetteria | [ 8 ]                 |
| 144 |          | Pastine di mandorle, Pastissus | paste fresche e prodotti della panetteria, della biscotteria, della pasticceria e della confetteria | [ 8 ]                 |
| 145 |          | Picchirittusu | paste fresche e prodotti della panetteria, della biscotteria, della pasticceria e della confetteria | [ 8 ]                 |
| 146 |          | Pirikitos - Piricchittos | paste fresche e prodotti della panetteria, della biscotteria, della pasticceria e della confetteria | [ 8 ]                 |
| 147 |          | Pistiddu | paste fresche e prodotti della panetteria, della biscotteria, della pasticceria e della confetteria | [ 8 ]                 |
| 148 |          | Pistoccheddus de cappa, Pistoccus incappausu | paste fresche e prodotti della panetteria, della biscotteria, della pasticceria e della confetteria | [ 8 ]                 |
| 149 |          | Pistoccu | paste fresche e prodotti della panetteria, della biscotteria, della pasticceria e della confetteria | [ 8 ]                 |
| 150 |          | Pistoccu de Nuxi | paste fresche e prodotti della panetteria, della biscotteria, della pasticceria e della confetteria | [ 8 ]                 |
| 151 |          | Pompìa intréa | paste fresche e prodotti della panetteria, della biscotteria, della pasticceria e della confetteria | [ 8 ]                 |
| 152 |          | Ravioli dolci - Puligioni - Bruglioni - Pulicioni - Buldzoni | paste fresche e prodotti della panetteria, della biscotteria, della pasticceria e della confetteria | [ 8 ]                 |
| 153 |          | Ravioli dolci ripieni di formaggio fresco acido - S'azza de casu - Coccias de casu                                                                                           | paste fresche e prodotti della panetteria, della biscotteria, della pasticceria e della confetteria | [ 8 ]                 |
| 154 |          | Raviolini dolci ripieni di melacotogna - Culingioneddus de melairanni | paste fresche e prodotti della panetteria, della biscotteria, della pasticceria e della confetteria | [ 8 ]                 |
| 155 |          | Sebadas, Seadas, Sebada | paste fresche e prodotti della panetteria, della biscotteria, della pasticceria e della confetteria | [ 8 ]                 |
| 156 |          | Sos pinos | paste fresche e prodotti della panetteria, della biscotteria, della pasticceria e della confetteria | [ 8 ]                 |
| 157 |          | Sospiri di Ozieri | paste fresche e prodotti della panetteria, della biscotteria, della pasticceria e della confetteria | [ 8 ]                 |
| 158 |          | Spianada - Spianata - Cozzula - Panedda | paste fresche e prodotti della panetteria, della biscotteria, della pasticceria e della confetteria | [ 8 ]                 |
| 159 |          | Tallaniusu, Pasta po brodu, Tallaniusu cun casu, Pasta po su lori, Tallarinus                                                                                                | paste fresche e prodotti della panetteria, della biscotteria, della pasticceria e della confetteria | [ 8 ]                 |
| 160 |          | Tallutzas, Orecchiette | paste fresche e prodotti della panetteria, della biscotteria, della pasticceria e della confetteria | [ 8 ]                 |
| 161 |          | Torrone di mandorle - Su Turroni | paste fresche e prodotti della panetteria, della biscotteria, della pasticceria e della confetteria | [ 8 ]                 |
| 162 |          | Tunda | paste fresche e prodotti della panetteria, della biscotteria, della pasticceria e della confetteria | [ 8 ]                 |
| 163 |          | Uciatìni - Utzatini - Coccu 'e jelda - Cozzula 'e belda | paste fresche e prodotti della panetteria, della biscotteria, della pasticceria e della confetteria | [ 8 ]                 |
| 164 |          | Zichi | paste fresche e prodotti della panetteria, della biscotteria, della pasticceria e della confetteria | [ 8 ]                 |
| 165 |          | Simbua frita cun satitzu | prodotti della gastronomia                                                                          | [ 9 ]                 |
| 166 |          | Bottarga di muggine, Bottariga di muggine | preparazione di pesci, molluschi e crostacei e tecniche particolari di allevamento degli stessi     | [ 10 ]                |
| 167 |          | Belu, Trippa di tonno | preparazione di pesci, molluschi e crostacei e tecniche particolari di allevamento degli stessi     | [ 10 ]                |
| 168 |          | Bottarga di tonno, Bottariga di tonno, Buttariga de tonnu, Buttarga de tonnu, Buttarla de scampirru                                                                          | preparazione di pesci, molluschi e crostacei e tecniche particolari di allevamento degli stessi     | [ 10 ]                |
| 169 |          | Burrida alla casteddaia, Burrida alla cagliaritana | preparazione di pesci, molluschi e crostacei e tecniche particolari di allevamento degli stessi     | [ 10 ]                |
| 170 |          | Cuore, Cuore di tonno | preparazione di pesci, molluschi e crostacei e tecniche particolari di allevamento degli stessi     | [ 10 ]                |
| 171 |          | Figatello, Lattume | preparazione di pesci, molluschi e crostacei e tecniche particolari di allevamento degli stessi     | [ 10 ]                |
| 172 |          | Merca di muggine | preparazione di pesci, molluschi e crostacei e tecniche particolari di allevamento degli stessi     | [ 10 ]                |
| 173 |          | Molluschi bivalvi vivi del Golfo di Oristano | preparazione di pesci, molluschi e crostacei e tecniche particolari di allevamento degli stessi     | [ 10 ]                |
| 174 |          | Musciame di tonno - Filetto di tonno | preparazione di pesci, molluschi e crostacei e tecniche particolari di allevamento degli stessi     | [ 10 ]                |
| 175 |          | Riccio | preparazione di pesci, molluschi e crostacei e tecniche particolari di allevamento degli stessi     | [ 10 ]                |
| 176 |          | Spinella | preparazione di pesci, molluschi e crostacei e tecniche particolari di allevamento degli stessi     | [ 10 ]                |
| 177 |          | Tonno affumicato | preparazione di pesci, molluschi e crostacei e tecniche particolari di allevamento degli stessi     | [ 10 ]                |
| 178 |          | Tonno sott'olio | preparazione di pesci, molluschi e crostacei e tecniche particolari di allevamento degli stessi     | [ 10 ]                |
| 179 |          | Tunninia | preparazione di pesci, molluschi e crostacei e tecniche particolari di allevamento degli stessi     | [ 10 ]                |
| 180 |          | Abbamele | prodotti di origine animale (miele, prodotti lattiero caseari di vario tipo, escluso il burro)      | [ 11 ]                |
| 181 |          | Caglio di capretto, Caggiu de crabittu | prodotti di origine animale (miele, prodotti lattiero caseari di vario tipo, escluso il burro)      | [ 11 ]                |
| 182 |          | Casada | prodotti di origine animale (miele, prodotti lattiero caseari di vario tipo, escluso il burro)      | [ 11 ]                |
| 183 |          | Gioddu, Miciuratu, Mezzoraddu, Latte ischidu | prodotti di origine animale (miele, prodotti lattiero caseari di vario tipo, escluso il burro)      | [ 11 ]                |
| 184 |          | Latte di capra alimentare, Latti de craba, Latti e'craba | prodotti di origine animale (miele, prodotti lattiero caseari di vario tipo, escluso il burro)      | [ 11 ]                |
| 185 |          | Lumache | prodotti di origine animale (miele, prodotti lattiero caseari di vario tipo, escluso il burro)      | [ 11 ]                |
| 186 |          | Miele di asfodelo, Cadilloni | prodotti di origine animale (miele, prodotti lattiero caseari di vario tipo, escluso il burro)      | [ 11 ]                |
| 187 |          | Miele di cardo, Cardu pintu | prodotti di origine animale (miele, prodotti lattiero caseari di vario tipo, escluso il burro)      | [ 11 ]                |
| 188 |          | Miele di castagno | prodotti di origine animale (miele, prodotti lattiero caseari di vario tipo, escluso il burro)      | [ 11 ]                |
| 189 |          | Miele di corbezzolo, Melalidone olione | prodotti di origine animale (miele, prodotti lattiero caseari di vario tipo, escluso il burro)      | [ 11 ]                |
| 190 |          | Miele di eucalipto | prodotti di origine animale (miele, prodotti lattiero caseari di vario tipo, escluso il burro)      | [ 11 ]                |
| 191 |          | Miele di rosmarino | prodotti di origine animale (miele, prodotti lattiero caseari di vario tipo, escluso il burro)      | [ 11 ]                |
| 192 |          | Ricotta di colostro ovino | prodotti di origine animale (miele, prodotti lattiero caseari di vario tipo, escluso il burro)      | [ 11 ]                |
| 193 |          | Ricotta di pecora o di capra lavorata - Arrescottu spongiau | prodotti di origine animale (miele, prodotti lattiero caseari di vario tipo, escluso il burro)      | [ 11 ]                |
| 194 |          | Ricotta fresca ovina, Ricotta gentile | prodotti di origine animale (miele, prodotti lattiero caseari di vario tipo, escluso il burro)      | [ 11 ]                |
| 195 |          | Ricotta moliterna, Ricottone | prodotti di origine animale (miele, prodotti lattiero caseari di vario tipo, escluso il burro)      | [ 11 ]                |
| 196 |          | Ricotta mustia | prodotti di origine animale (miele, prodotti lattiero caseari di vario tipo, escluso il burro)      | [ 11 ]                |
| 197 |          | Ricotta testa di morto, Ricotta greca, Testa di moro, Ricottone | prodotti di origine animale (miele, prodotti lattiero caseari di vario tipo, escluso il burro)      | [ 11 ]                |
| 198 |          | Ricotta toscanella, Ricottone | prodotti di origine animale (miele, prodotti lattiero caseari di vario tipo, escluso il burro)      | [ 11 ]                |